# Кучајна (тврђава)
Кучајна је стара тврђава недалеко од Кучева изнад истоименог рудника. Данас има остатака утврде.